# Crocidura monax
Crocidura monax es una especie de musaraña de la familia Soricidae.

## Distribución geográfica
se encuentra en el sur de Kenia y el norte de Tanzania. 